# Karniszyn
Karniszyn – wieś w Polsce położona w województwie mazowieckim, w powiecie żuromińskim, w gminie Bieżuń. Ma status sołectwa.  
Dawniej miasto; uzyskał lokację miejską w 1519 roku, zdegradowany przed 1662 rokiem. W latach 1975–1998 miejscowość administracyjnie należała do województwa ciechanowskiego.
Wierni Kościoła rzymskokatolickiego należą do parafii św. Stanisława Biskupa Męczennika w Bieżuniu.
Przez miejscowość przepływa rzeczka Luta, dopływ Wkry.

## Historia
Wieś wymieniana w 1401 pod nazwą Karnischino, Carnischin, Carnyszyno, leżąca w ziemi płockiej, po lewej stronie rzeki Wkry na terenie tzw. Zawkrza. Od 1401 należał do parafii Chamsk, od 1530 siedziba oddzielnej parafii św. Stanisława Biskupa i Męczennika w dekanacie szreńskim do 1756, kiedy znalazł się w parafii bieżuńskiej.
3 lipca 1519 r. Karniszyn otrzymał prawa miejskie niemieckie od króla Zygmunta I, które uzyskał dla niej wojski płocki, pisarz królewski i kasztelan sierpecki Jan Wieczwiński z Wieczwny herbu Prus III. Wraz z zezwoleniem na lokację miasto otrzymało prawo odbywania jarmarków na Wszystkich Świętych i na Boże Ciało oraz targów co sobotę. Otrzymało także 12 lat zwolnienia od podatków.
Miasto Karniszyn, położone 2 km od sąsiedniego miasta Bieżunia, było zdecydowanie mniejsze – w 1578 miało 13 włók gruntów, w tym czasie Szreńsk miał ich 15, a Mława 32. Także podatki miasto płaciło mniejsze - 28 florenów i 21 groszy, gdy w tym samym czasie Szreńsk płacił 122 fl. i 7 gr, a Bieżuń 45 fl. i 13 gr.
W źródłach z drugiej połowy XVII w. (1662) występuje już jako wieś. Kościół pw. św. Stanisława mimo odbudowy rozebrano w 1770 r. a parafię włączono do bieżuńskiej. 

## Zamek w Karniszynie
Według zachowanych źródeł z XV i XVI wieku znajdował się w Karniszynie zamek. W pierwszych zapisach określano go jako fortalicję zburzoną podczas najazdu Krzyżaków w 1414 r. Jędrzej Święcicki nazywał zamek „Arx Carnissium”, w innych wzmiankach mowa o "Castellum". Fortalicja została odbudowana. Następna wzmianka z 1466 r. wspomina o „Fortalicjum Carnischin dewastandum”. Zamek ponownie odbudowano, a zapis z 1520 r. wspomina: „Król Zygmunt I zwalnia Sebastiana Myślińskiego z udziału w wyprawie wojennej pod warunkiem, iż przez 7 tygodni będzie przebywał w zameczku w Karniszynie”. Kolejne zapiski o istnieniu zamku pochodzą jeszcze z 1564 i 1634 r. Zamek został zniszczony podczas potopu szwedzkiego wraz z kościołem i miastem w 1656 r. i nie został już odbudowany. Od prawdopodobnie 1696 w składzie dóbr bieżuńskich. W 1985 przeprowadzono badania archeologiczne zamku, którego pozostałości do dziś są widoczne w postaci fragmentów fundamentów.